# Мескала (міст)
Міст Мескала (ісп. Puente Mezcala) — вантовий міст, розташований на шосе 95D у штаті Герреро, Мексика. Міст перетинає річку Бальсас (або Мескала) поблизу тихоокеанського узбережжя країни. Будівництво завершено в 1993 році, введено в експлуатацію в 1994 році.
Найвищий у світі міст в 1993-1998 роках, до відкриття мосту Акасі-Кайкйо в Японії.
Міст має довжину 882,5 м, підтримується трьома пілонами і двома колонами на крутому північному схилі річки, і таким чином (з півночі на південь) формула прольотів становить 39,5 + 68 + 84 + 299,5 + 311,5 + 80 м. 